# Бадів
Ба́дів — село в Україні, у Берегівському районі Закарпатської області, орган місцевого самоврядування — Свободянська сільська рада. Населення становить 546 осіб (станом на 2001 рік). Село розташоване на північному заході Берегівського району, за 24,6 кілометра від районного центру.

## Назва
Колишня назва населеного пункту — село «Бодов».

## Географія
Село Бадів лежить за 24,6 км на північний захід від районного центру, фізична відстань до Києва — 618,2 км.

## Історія
В 1932 році вісім селянських сімей з Хустського та Міжгірського районів заснували хутір Бадів–1, в 1935 році, на відстані двох кілометрів, аналогічно був створений хутір Бадів-2 (або «Дубки»). Нині село Бадів, яке є окремою адміністративною одиницею, належить до Свободянської сільської ради.

## Храм
Храм Св. Івана Предтечі. 1992.
Неймовірно, але невелику дерев’яну церковну будівлю вдалося збудувати в перші роки радянської влади. Натхненником, організатором та керівником спорудження став монах Степан Воринка з Горба, що заснував у селі філію Чумалівського Святовознесенського монастиря. Для храму Воринка віддав свою землю. У селі кажуть, що він виконав і проєкт споруди. Дозвіл сільради отримали 10 травня 1947 р. Прямокутна в плані церковна будова мала довжину близько 12,7 м, ширину – 5,3 м, відкритий ґанок спирався на чотири стовпи. 
Найближче відношення до спорудження храму мали Степан Мотичка, Іван Кикина, Федір Кикина, Юрій Фриган, Степан Сусік, Іван Косюк, Дмитро Ізай, Степан Бабинець. Син священника Юрія Бедзіра Леонтій намалював ікони. Згодом храм збільшили шляхом прибудови приміщення до західного фасаду. Громада села однією з перших взялася за спорудження нової церковної будови в час “перебудови”. Відкрито дозволу ще не давали, і спорудження цегляної будівлі замаскували під реконструкцію. 
За дозволом на будівництво зверталися ще 8 лютого 1989 р. 1991 року довкола дерев’яної церковної будівлі звели корпус нової, а дерев’яну розібрали і винесли. Вели будівництво Степан Мотичка, його син Михайло Мотичка, церківник Іван Фриган, а працювало все село. Покриття дахів і вежі бляхою робив о. Юрій Комар. Малювання в інтер’єрі виконав художник Іван Іллеш з Текова у 1991 р., а ікони намалював Юрій Глагола з Мукачева. Іконостас зі старої будівлі передали до новозбудованої церкви у Дзвінковому.

## Населення
Станом на 1989 рік у селі проживали 535 осіб, серед них — 265 чоловіків і 270 жінок.
За даними перепису населення 2001 року у селі проживали 546 осіб. Рідною мовою назвали:
| Мова       | Кількість осіб | Відсоток |
| ---------- | -------------- | -------- |
| українська | 539            | 98,72 %  |
| угорська   | 4              | 0,73 %   |
| російська  | 3              | 0,55 %   |

## Туристичні місця
- храм ХХ століття.